# Entaentor
Entaentor är en ö i Eritrea. Den ligger i den nordöstra delen av landet, 180 km nordost om huvudstaden Asmara. Arean är 1,1 kvadratkilometer.
Terrängen på Entaentor är mycket platt. Öns högsta punkt är 10 meter över havet. Den sträcker sig 2,5 kilometer i nord-sydlig riktning, och 2,0 kilometer i öst-västlig riktning.